# Kelzy Ecard
Kelzy Ecard (Santo Antônio de Pádua, 6 de junho de 1965) é uma atriz e arquiteta brasileira, que ganhou notoriedade por interpretar Nice na novela Segundo Sol. Reverenciada no teatro, ela já venceu vários prêmios, incluindo um Prêmio Shell, dois Prêmios APTR e três Prêmios Cenym. Ela também já recebeu indicações a um Prêmio Mambembe, um Prêmio Extra e um Melhores do Ano.

## Biografia
Nascida e criada em Santo Antônio de Pádua, cidade no interior do Rio de Janeiro, mudou-se para a capital carioca com apenas 17 anos para estudar. Graduou -se em Arquitetura e Urbanismo pela Universidade Santa Úrsula no Rio de Janeiro, profissão a qual exerceu durante três anos após a formação. Seu contato com a vida artística veio em 1993, Kelzy formou-se em um curso profissionalizante de atriz pela Escola de Teatro Martins Penna.
Antes do trabalho como atriz, atuou como técnica em dinâmica educativa no Centro Cultural Banco do Brasil (CCBB), do Rio de Janeiro, entre 1991 e 1993. Trabalhou também como assistente de direção em espetáculo teatral, Sermão da Quarta-Feira de Cinza, do diretor Moacir Chaves.
Antes de se destacar em novelas, Kelzy já havia trabalhado na Rede Globo. Entre os anos 2000 e 2002 foi assistente de cenografia e fez pequenas participações em programas da emissora, como O Quinto dos Infernos, em 2002. Em 2008 participa da telenovela Três Irmãs, interpretando Geiza. Em cinema, integrou o elenco de diversos curtas metragens, com destaque para Lápis de Cor, de 2010, e O Casamento de Mario e Fia, de 2012.
Em 2012 estreia em longas metragens, com Flores Raras. Filme baseado na história de amor real entre a poetisa americana Elizabeth Bishop e arquiteta brasileira Lota de Macedo Soares.
Entre 2013 a 2016, Ecard participa da peça Incêndios, com direção de Aderbal Freire Filho. Em 2015, atua como protagonista do espetáculo Por Amor ao Mundo – um Encontro com Hannah Arendt, dirigido por Isaac Bernat. Dois anos depois, em 2017, integra o elenco de Tom na Fazenda, do diretor Rodrigo Portella.
Em 2018 desponta e ganha notoriedade nacional. Kelzy foi aclamada pela crítica por sua interpretação na novela Segundo Sol, como a sofrida Nice. Na trama, ela interpreta a mãe de Rosa e Maura, interpretadas pelas atrizes Letícia Colin e Nanda Costa, respectivamente, e esposa de Agenor, vivido por Roberto Bonfim. Kelzy brilhou em suas cenas dramáticas sendo indicada a diversos prêmios por sua atuação.
Em 2019 atua no longa metragem Maria do Caritó, ao lado de Lilia Cabral, dando vida a Fininha. No mesmo ano, integra o elenco da quinta adaptação em formato de telenovela da obra Éramos Seis em um dos papéis centrais da trama, a cômica Genu.

## Filmografia

### Televisão
| Ano  | Título                     | Personagem               | Notas                                         |
| ---- | -------------------------- | ------------------------ | --------------------------------------------- |
| 2000 | Linha Direta               | —                        | Episódio: "Assassinato do Prefeito Joãozinho" |
| 2002 | Sítio do Picapau Amarelo   | —                        | Assistente de cenografia                      |
| 2002 | O Quinto dos Infernos      | Cozinheira               | Participação                                  |
| 2004 | Senhora do Destino         | Enfermeira               | Episódio: "29 de setembro"                    |
| 2008 | A Favorita                 | Recepcionista            | Participação                                  |
| 2008 | Três Irmãs                 | Geiza Arruda Campos      |                                               |
| 2011 | A Vida da Gente            | Professora Maria Helena  | Participação                                  |
| 2012 | Amor Eterno Amor           | Madre                    | Participação                                  |
| 2014 | Em Família                 | Juíza                    | Episódio: "16 de julho"                       |
| 2014 | Império                    | Tereza Maria Silva       | Episódio: "1 de setembro"                     |
| 2015 | Sete Vidas                 | Aurélia                  | Participação                                  |
| 2018 | Segundo Sol                | Eunice Câmara (Nice)     |                                               |
| 2019 | Shippados                  | Elza                     | Episódio: "Você?" Episódio: "Bloqueados"      |
| 2019 | Éramos Seis                | Genuína Coutinho (Genu)  |                                               |
| 2020 | Spectros                   | Suzana                   |                                               |
| 2020 | Sob Pressão: Plantão Covid | Neide                    | Episódio: "6 de outubro"                      |
| 2020 | Amor e Sorte               | Eva                      | Episódio: "Gilda, Lúcia e o Bode"             |
| 2022 | Todas as Flores            | Deca da Silva (Dequinha) | Episódios: "1–17"                             |
| 2025 | Dona Beja                  | Augusta Costa Pinto      |                                               |

### Cinema
| Ano  | Título                     | Personagem        | Notas          |
| ---- | -------------------------- | ----------------- | -------------- |
| 2010 | Lápis-de-cor               | Mãe               | Curta-metragem |
| 2012 | O Casamento de Mário e Fia | Dona Mirica       | Curta-metragem |
| 2012 | Flores Raras               |                   |                |
| 2013 | Entre Paredes Abertas      | Analista          | Curta-metragem |
| 2017 | O Rastro                   | Enfermeira Bianca |                |
| 2019 | Maria do Caritó            | Fininha           |                |

## Teatro
- 1994 - Sermão da Quarta Feira Cinza
- 1997 - Rapunzel
- 2005 - A Confissão de Leontina
- 2006 - Peer Gynt
- 2007 - Gota D'Água
- 2007 - Rasga Coração
- 2009 - Meu Caro Amigo
- 2011 - Um Violinista no Telhado
- 2012 - Breu
- 2014 - Desalinho
- 2014 - Incêndios
- 2015 - Por Amor ao Mundo [13]
- 2017 - Tom na Fazenda

## Prêmios e indicações
| Ano  | Premiação                                | Categoria                       | Nomeação        | Resultado | Ref |
| ---- | ---------------------------------------- | ------------------------------- | --------------- | --------- | --- |
| 1997 | Troféu Mambembe                          | Melhor atriz de teatro infantil | Rapunzel        | Indicado  |     |
| 2007 | Prêmio APTR de Teatro                    | Melhor atriz coadjuvante        | Coração Rasgado | Venceu    |     |
| 2012 | Prêmio Shell                             | Melhor atriz                    | Breu            | Venceu    |     |
| 2012 | Prêmio Quem de Teatro                    | Melhor atriz de teatro          | Breu            | Indicado  |     |
| 2012 | Prêmio Questão de Crítica                | Melhor atriz                    | Breu            | Venceu    |     |
| 2013 | Prêmio Questão de Crítica                | Elenco                          | Breu            | Indicada  |     |
| 2014 | Prêmio Cenym de Teatro                   | Melhor atriz coadjuvante        | Desalinho       | Venceu    |     |
| 2014 | Prêmio APTR de Teatro                    | Melhor atriz coadjuvante        | Desalinho       | Indicado  |     |
| 2014 | Prêmio APTR de Teatro                    | Melhor atriz coadjuvante        | Incêndios       | Venceu    |     |
| 2017 | Prêmio Butequim Cultural                 | Melhor atriz coadjuvante        | Tom na Fazenda  | Venceu    |     |
| 2017 | Prêmio Cenym de Teatro                   | Melhor atriz coadjuvante        | Tom na Fazenda  | Venceu    |     |
| 2017 | Prêmio APTR de Teatro                    | Melhor atriz coadjuvante        | Tom na Fazenda  | Indicado  |     |
| 2018 | Prêmio Extra de Televisão                | Melhor revelação                | Segundo Sol     | Indicado  |     |
| 2018 | Melhores do Ano                          | Melhor atriz revelação          | Segundo Sol     | Indicado  |     |
| 2018 | Prêmio TV Foco                           | Melhor revelação                | Segundo Sol     | Venceu    |     |
| 2018 | Troféu Nelson Rodrigues                  | Carreira                        | Homenagem       | Venceu    |     |
| 2019 | Prêmio Aplauso Brasil                    | Melhor atriz coadjuvante        | Tom na Fazenda  | Indicado  |     |
| 2019 | Prêmio Cenym de Teatro                   | Melhor atriz coadjuvante        | Eu, Moby        | Venceu    |     |
| 2019 | Festival Internacional de Cinema de Lapa | Melhor atriz coadjuvante        | Maria do Caritó | Venceu    |     |